# Secamone bifida
Secamone bifida är en oleanderväxtart som beskrevs av J. Klackenberg. Secamone bifida ingår i släktet Secamone och familjen oleanderväxter. Inga underarter finns listade i Catalogue of Life.